# 桑德伊德特冰磧
71°39′S 12°15′E / 71.650°S 12.250°E
桑德伊德特冰磧（德語：Sandeidet），是南極洲的冰磧，位於毛德皇后地的阿斯特里德公主海岸，根據德國探險隊拍攝的空中照片繪入地圖，現時由南極條約體系管理。